# Adios (häst)
Adios, född 3 januari 1940, död 22 juni 1965, var en amerikansk standardhäst som tävlade i nordamerikansk passgångssport. Han är mest känd som en av de mest framgångsrika avelshingstarna inom nordamerikansk passgångssport, och är far till bland annat Triple Crown-vinnaren Adios Butler.

## Karriär
Adios föddes den 3 januari 1940 på Two Gaits Farm, i Carmel i Indiana. Han tränades och kördes under hela sin tävlingskarriär av Frank Ervin, och ägdes under en tid av Harry Warner, medgrundare till Warner Bros. filmstudio. Adios slog under sin tävlingskarriär flera rekord, bland annat på Indiana Downs, som stod sig i 43 år. Adios tävlade 1942–1946, och trots sin framgångsrika tävlingskarriär är han mest känd som avelshingst.
1948 köptes Adios av kusken Delvin Miller, för att stå som avelshingst på Meadow Lands Farm vid Washington, Pennsylvania. Hästen visade sig vara en mycket framgångsrik avelshingst, av många ansedd som den bästa i passgångssport. Han blev far till åtta segrare av Little Brown Jug, fler än någon annan häst, och hans söner Adios Butler och Bret Hanover tog båda hem den prestigefyllda titeln Triple Crown of Harness Racing for Pacers. Adios avled den 22 juni 1965. Han begravdes på Meadow Lands Farm under sitt favoritäppelträd, som varit hans hem i 17 år. Vid sin död hade Adios fått 589 avkommor.

## Hedersbetygelser
Adios valdes in i United States Harness Racing Hall of Fame 1965. Sedan 1967 körs passgångsoppet Adios Pace i hans minne varje augusti på The Meadows Racetrack and Casino i Pennsylvania. Det har sedan premiäråret blivit ett av de viktigaste loppen i Nordamerika. En staty av Adios står vid banans entré.